# La Sole Marguery
Pour les articles homonymes, voir Marguery.
La Sole Marguery était un grand restaurant parisien du XIXe siècle, situé à côté du théâtre du Gymnase, avec lequel il partageait en été l'alignement d'un même store, au 34-36, boulevard de Bonne-Nouvelle, tandis qu'une autre entrée partait de la rue d'Hauteville.

## Histoire
Au XIXe siècle, les grands chefs comme Adolphe Dugléré et Jean-Nicolas Marguery s'essaient aux sauces pour valoriser la sole, en rivalisant d'innovations.
Jean-Nicolas Marguery, ex-cuisinier au Restaurant Champeaux de la place de la Bourse, a fondé La Sole Marguery, également appelée Café Marguery, vers 1860.
Dès 1880, le restaurant se classait entre Lapérouse et Prunier dans les Guides Joanne. Il a pris le nom de sa spécialité, un filet de sole au vin blanc.
La recette devint célèbre dans toute l'Europe et aux États-Unis, grâce à James Buchanan Brady (12 août 1856-13 avril 1917, également connu sous le sobriquet de « Diamond » Jim Brady), un commercial de la compagnie de chemin de fer Manning, Maxwell and Moore.
James Buchanan Brady demanda à son ami, Charles Rector, propriétaire d'un restaurant, d'envoyer son fils à Paris pour récupérer la recette. Ce dernier prit un faux nom, se fit employer à la plonge et passa deux années complètes à aider aux cuisines avant d'avoir accès à la préparation des plats.
Fréquenté par les milieux politiques, le Café Marguery était réputé pour ses nombreux banquets des anciens des grandes écoles et des sociétés savantes. Il avait des salles thématiques variées : gothique, flamande, hindoue ou égyptienne, où les toasts, les discours et les chansons retentissaient.
Il a inspiré la création du restaurant Au petit Marguery, au 9, boulevard de Port-Royal, à Paris et la pièce de théâtre Au petit Marguery.